# Charles O. Locke
Pour les articles homonymes, voir Locke.
Charles O. Locke, né en 1895 à Tiffin (Ohio) et mort le 1er mai 1977 à Burbank (Californie), est un écrivain américain, auteur de westerns.

## Biographie
Charles O. Locke a été reporter dans différents journaux comme le New York Post et le New York Herald Tribune.
Dans les années 1930, il adapte Cyrano de Bergerac pour la scène musicale et écrit des pièces radiophoniques.
Dans les années 1950, il écrit plusieurs romans western, dont The Hell Bent Kid qui a été sélectionné par Western Writers of America comme l'un des vingt-cinq meilleurs romans westerns jamais écrits.

## Œuvres
- A Shadow of Our Own, 1951
- The Last Princess, 1954
- The Hell Bent Kid (en), 1957

- traduit en français sous le titre La Fureur des hommes par Hubert Tézenas, Arles, France, Actes Sud, coll. « L’Ouest, le vrai », 2020, 240 p.  (ISBN 978-2-330-13703-8)
- Road to Socorro, 1958
- Amelia Rankin, 1959
- The Taste of Infamy, 1961

## Adaptation au cinéma
- La Fureur des hommes (titre original : From Hell to Texas), réalisé par Henry Hathaway (1958), d'après The Hell Bent Kid